# دین باتلر (بازیکن هاکی روی چمن)
دین باتلر (انگلیسی: Dean Butler؛ زادهٔ ۲۶ ژانویهٔ ۱۹۷۷) بازیکن هاکی روی چمن اهل استرالیا بود.